# Ронкалли, Кристофоро
Кристо́форо (Кристо́фано) Ронка́лли (итал. Cristoforo Roncalli; 8 сентября 1552[…], Помаранче, Тоскана — 14 мая 1626, Рим) — итальянский живописец, контрманьерист. 
Один из трёх художников, известных как Помара́нчо или Иль Помара́нчо (итал. Il Pomarancio), прозвание дано по месту рождения, городку Помаранче в области Тоскана.

## Биография
Ронкалли родился в Помаранче, Тоскана, в провинции Пиза, городке недалеко от Вольтерры. Его отец, Джованни Антонио, происходил из богатой семьи торговцев в Бергамо, мать — Франческа Инконтри. Ронкалли жили в Помаранче по крайней мере с 1532 года, вместе с тёзкой художника. Кристофоро был четвёртым из шести детей.
Его обучение проходило в Тоскане, и примерно в 1578 году он переехал в Рим, где работал на Никколо Чирчиньяни (также известного как il Pomarancio).
Большая часть фресок Помаранчо написал в Риме, хотя десять лет (с 1604 по 1615 года) он работал в Лорето, расписывая фресками новую сакристию святилища базилики Санта-Каза («Святого дома Девы Марии»). 
В Риме он украсил купола церквей Санта-Мария-ди-Лорето и Сан-Сильвестро-ин-Капите. Он помог украсить церковь Санта-Мария-ин-Валичелла и капеллу её основателя — святого Филиппа Нери. 
Он также писал картины и фрески для Оратория Сантиссимо Крочифиссо (Оратория Святейшего Распятия), написал фреску «Крещение Константина и Св. Симона» в трансепте базилики Сан-Джованни-ин-Латерано и создал картон для мозаики в Капелле Клементина собора Святого Петра. 
В числе его учеников были Алессандро Казолано из Сиены и его сын Иларио Казолано.
В 1607 году Ронкалли был удостоен звания кавалера Oрдена Христа. Скончался в Риме в 1626 году.

## Галерея

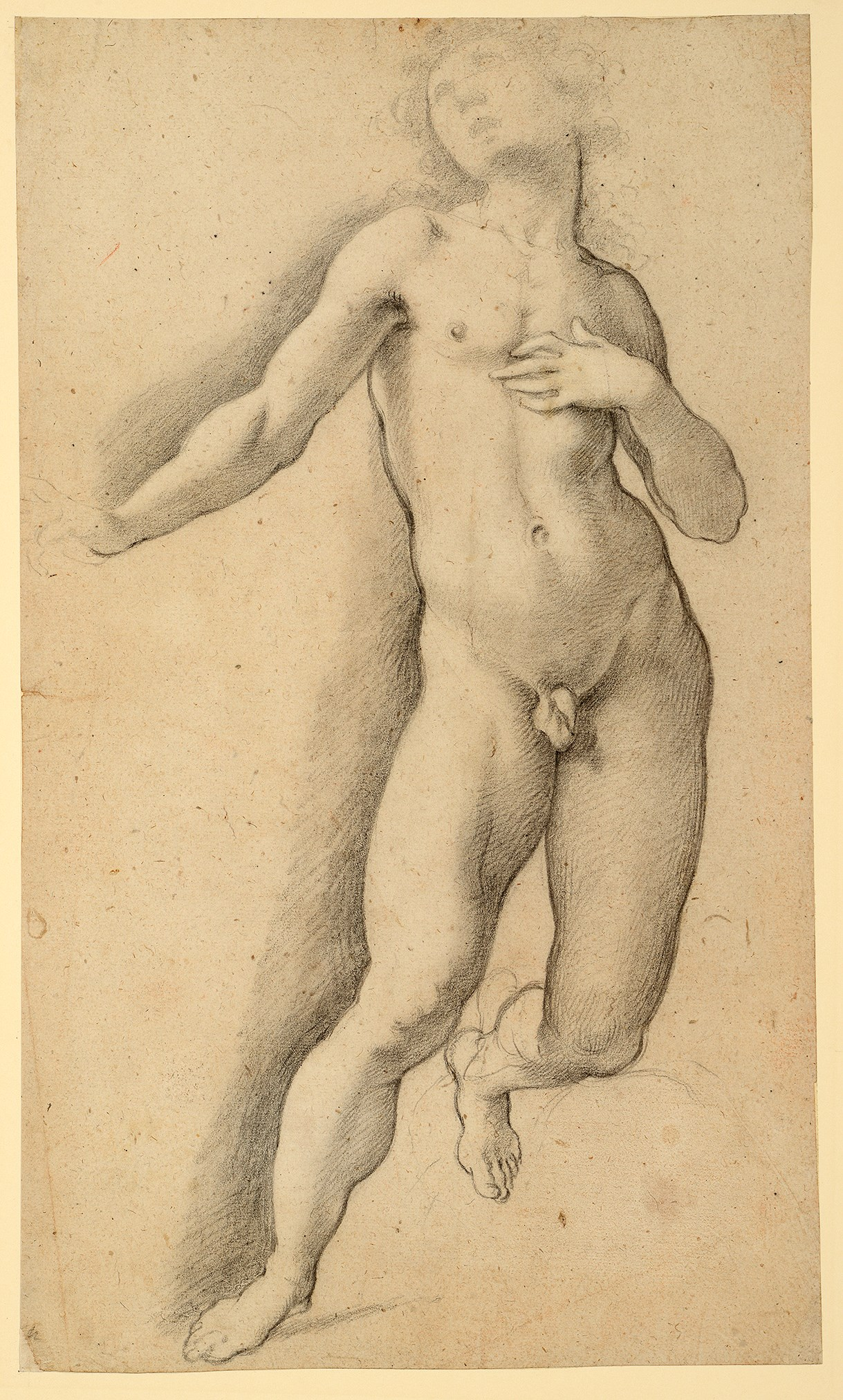
Коленопреклонённая мужская фигура. Бумага, итальянский карандаш
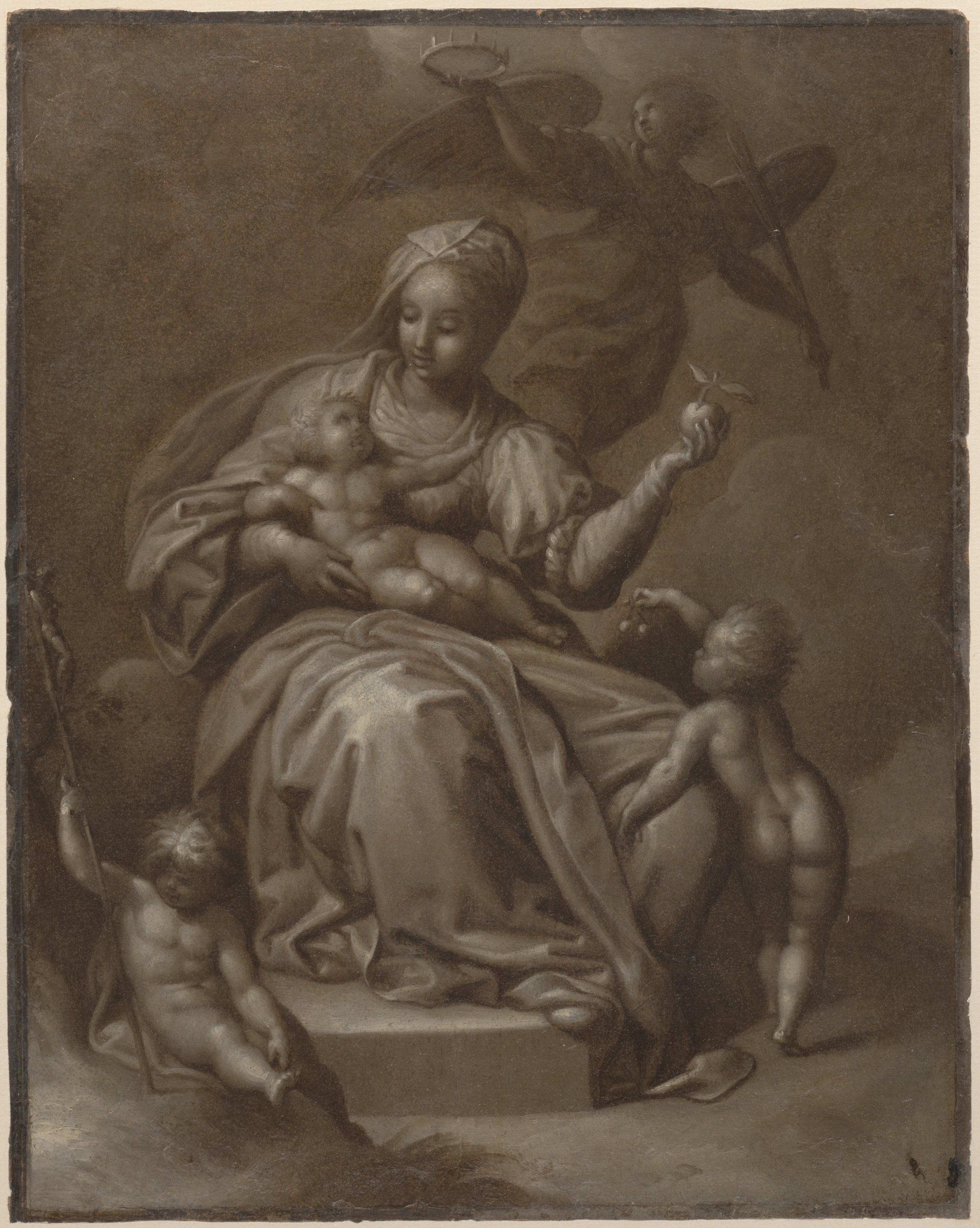
Дева Мария с младенцами Христом и Иоанном Крестителем. Бумага, итальянский карандаш, коричневое масло, белила. Метрополитен-музей, Нью-Йорк
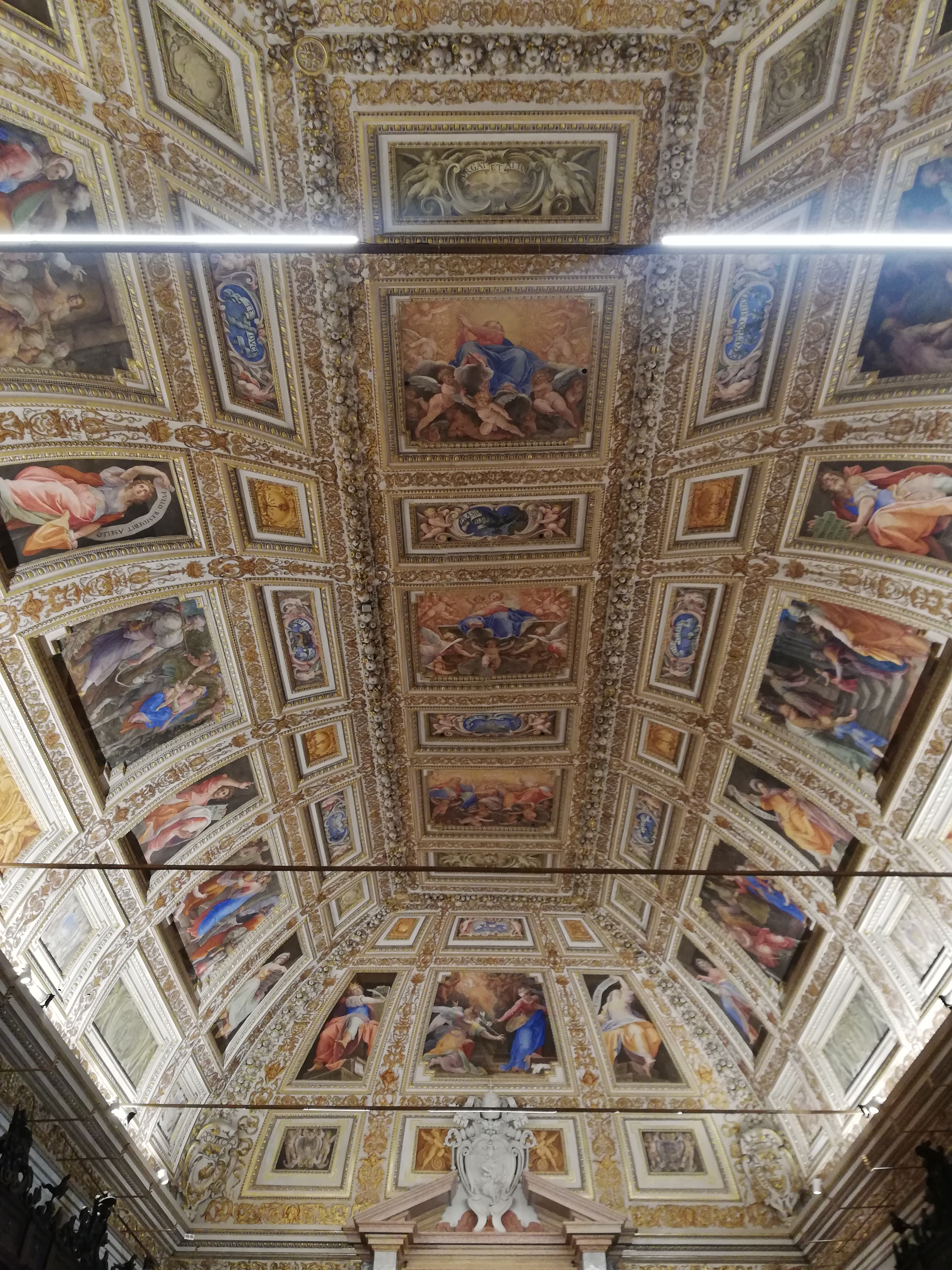
Роспись свода Сокровищницы (Sala del Tesoro) базилики Санта-Каза в Лорето. 1604—1615
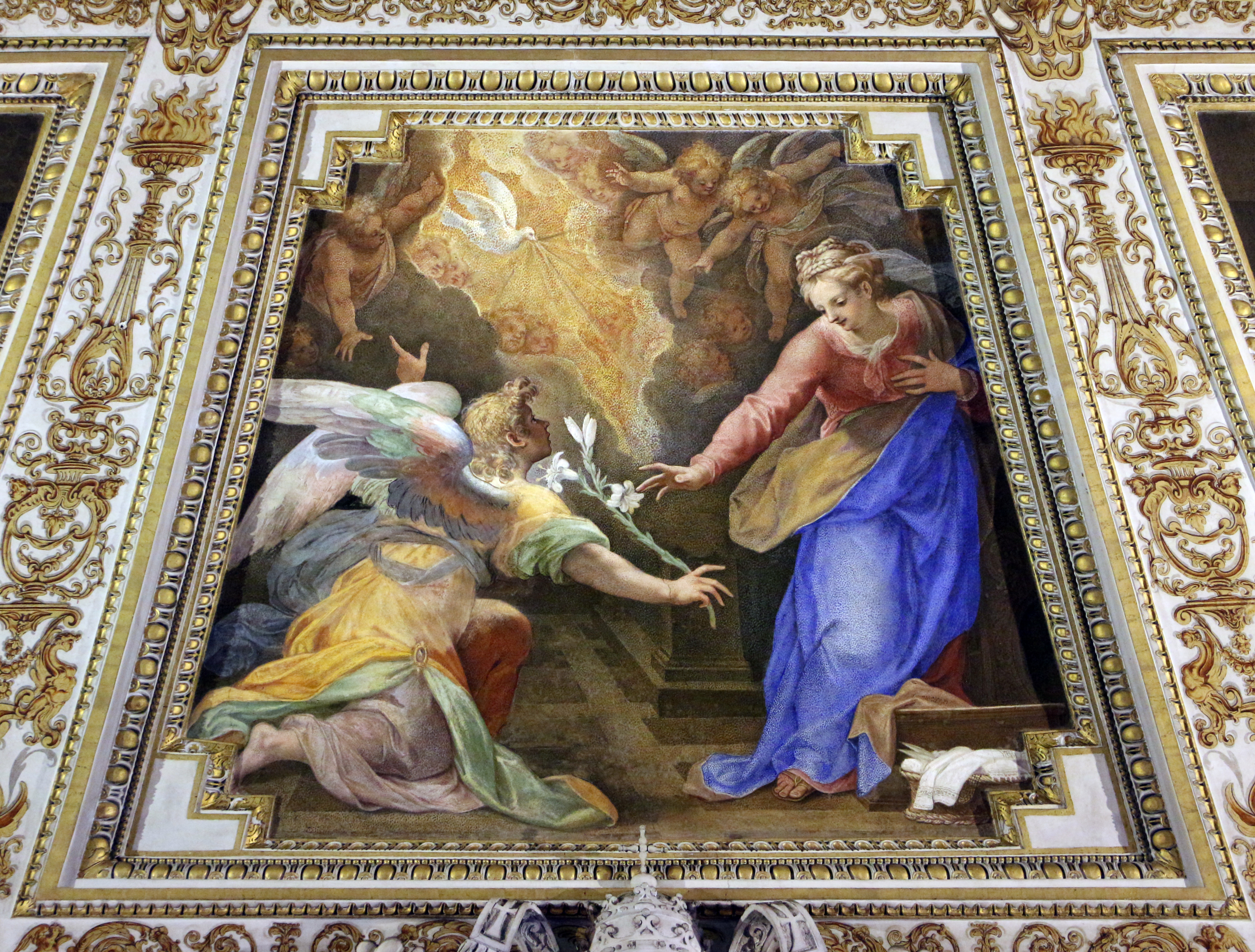
Благовещение. Деталь росписи базилики Санта-Каза в Лорето. 1604—1615
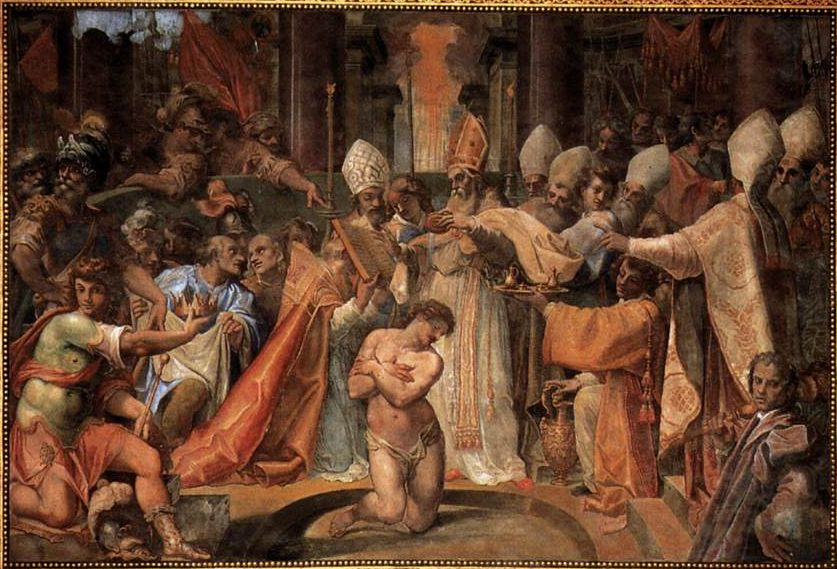
Крещение Константина папой Сильвестром. 1600. Фреска. Базилика Сан-Джованни-ин-Латерано, Рим
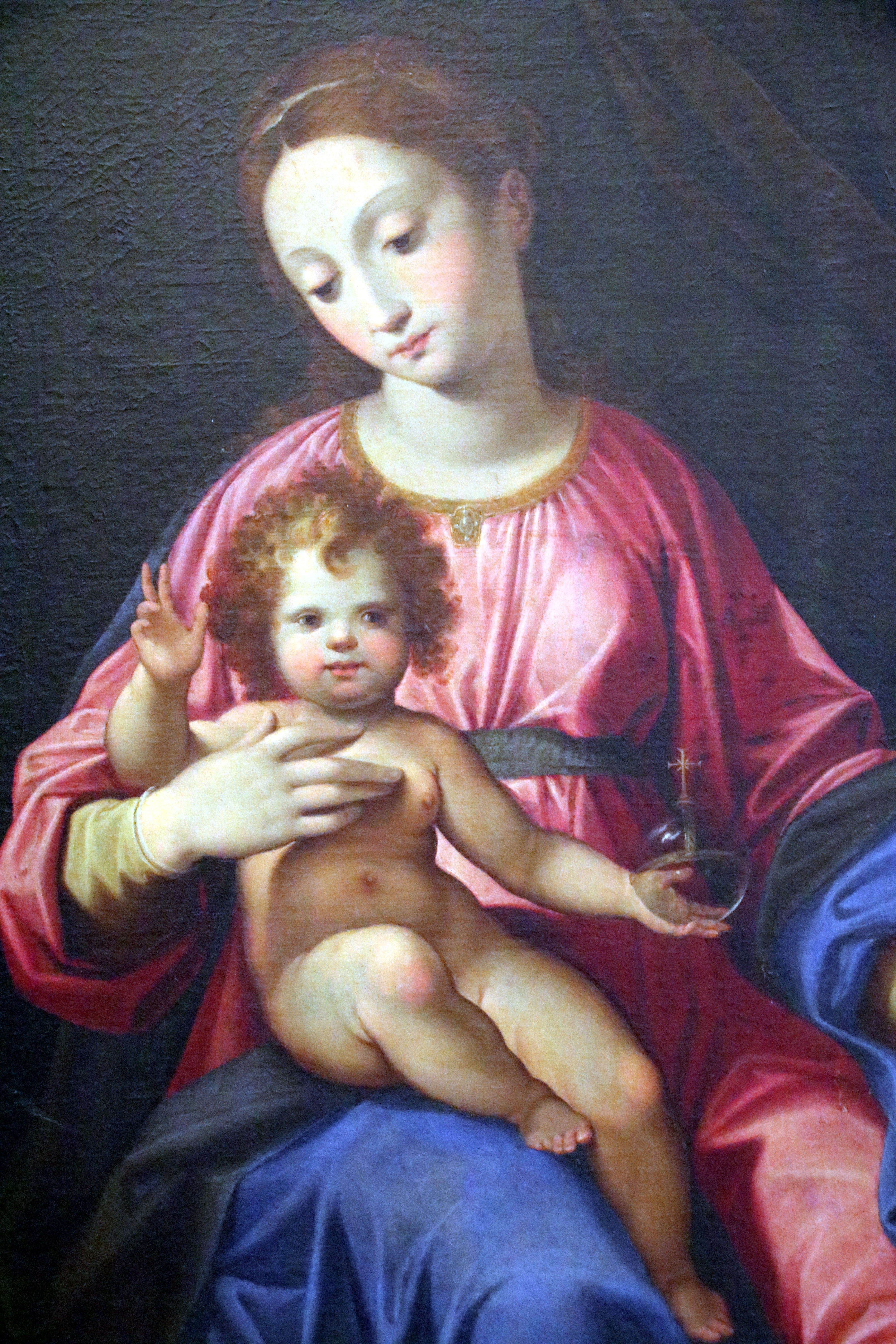
Мадонна с Младенцем. Национальная галерея Марке, Урбино.